# Lepisorus balteiformis
Lepisorus balteiformis là một loài thực vật có mạch trong họ Polypodiaceae. Loài này được (Brause) Hovenkamp miêu tả khoa học đầu tiên năm 1998.